# British Home Guard

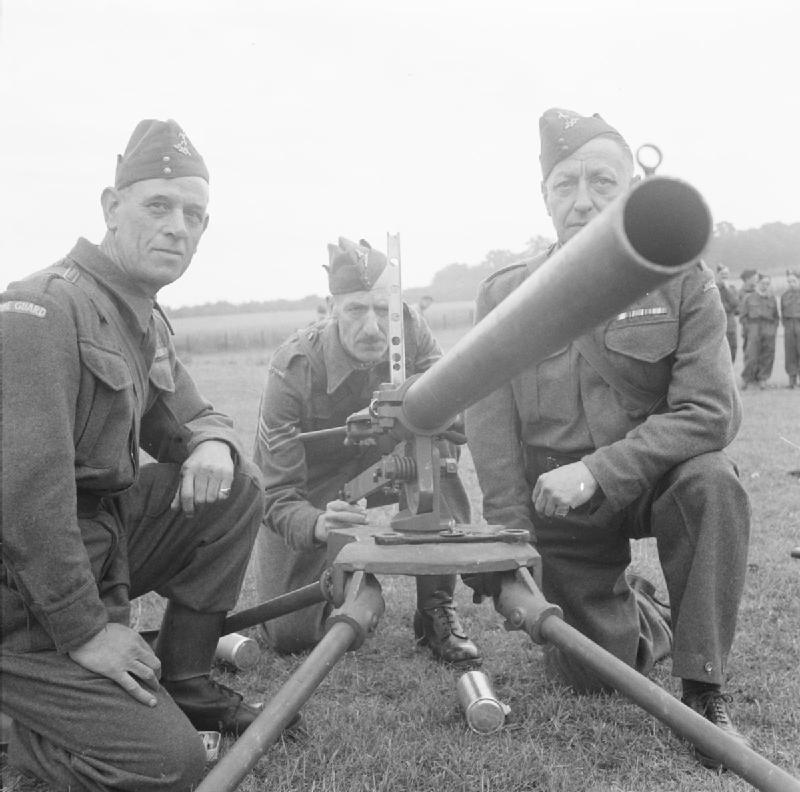
Home Guard: 'E' Company 20th (Sevenoaks) mit Northover Projector

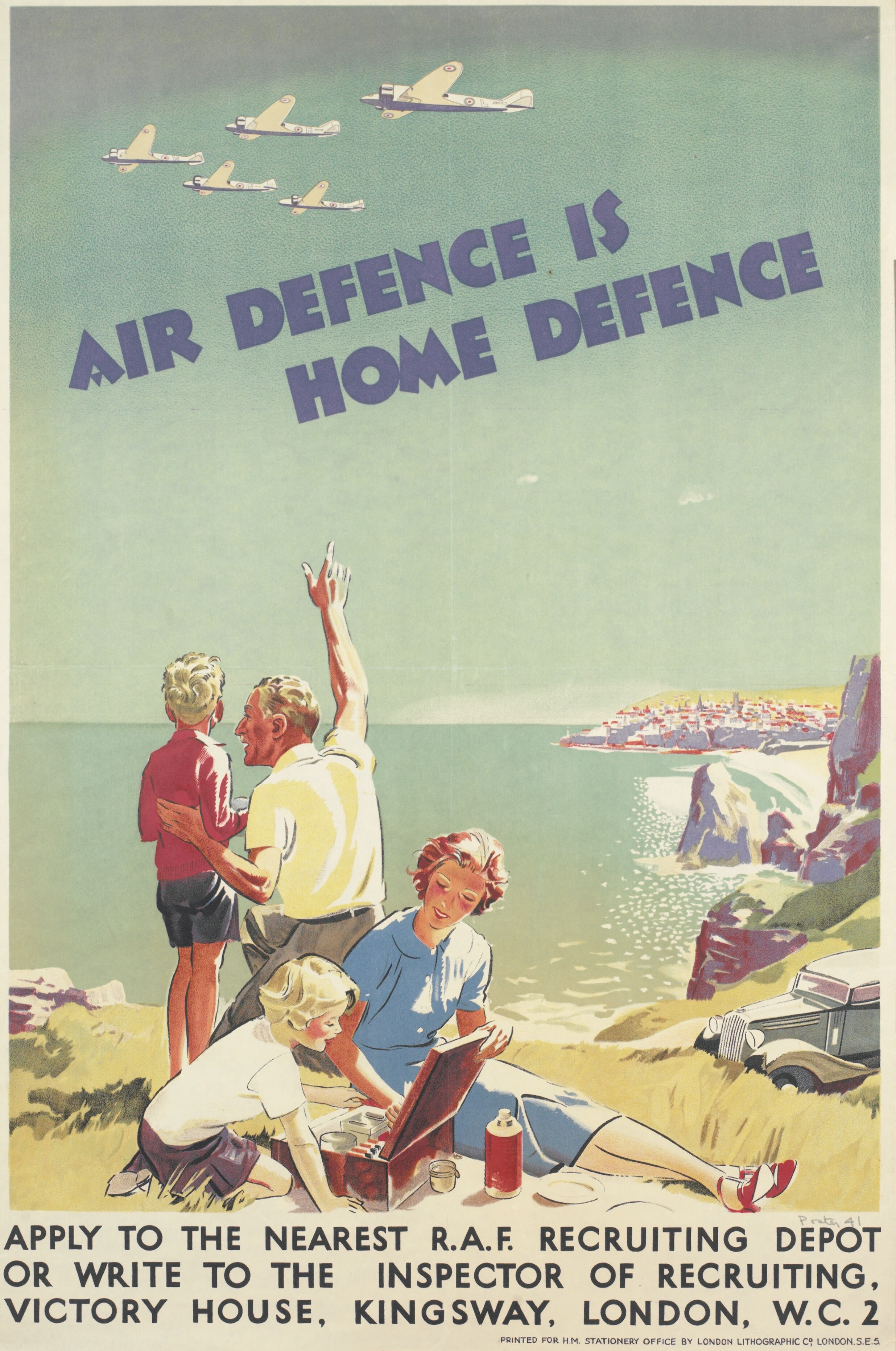
Aufruf zur Einschreibung bei der Homeguard

Die British Home Guard (ursprünglich: Local Defence Volunteers) war eine Heimwehr, die in Großbritannien im Zweiten Weltkrieg zwischen 1940 und 1944 aktiv war.

## Geschichte

### Die Anfänge
Die in Großbritannien stationierte reguläre Territorial Army (TA) wurde mit Beschluss vom 29. März 1939 auf rund 440.000 Soldaten verstärkt. Zusätzlich schlug Winston Churchill 1939 in einem Brief an John Anderson, dem Kommandeur der Air Raid Precautions, einer Vereinigung zum Schutz der Bevölkerung im Falle eines Luftangriffes, die Bildung einer freiwilligen Bürgerwehr vor. Die Männer sollten „mittleren Alters“ sein und man sollte sich ihre Erfahrung aus dem Ersten Weltkrieg zunutze machen. Auch der britische Soldat und Militärhistoriker Thomas Henry Wintringham stellte in seinem 1939 erschienenen Buch How To Reform the Army ein Konzept vor, die Armee zu verbessern. Auch er forderte die Rekrutierung von ehemaligen Soldaten und jugendlichen Einheiten als Ergänzung zu den regulären Truppen. General Walter Kirke bildete schließlich im Februar 1940 die Local Defence Volunteers (LDV), zunächst lediglich für die Verteidigung des Hafens von Dover. Später sollte die LDV jedoch auch im Falle von Angriffen durch Fallschirmjägern oder über See eingesetzt werden.
Am 14. Mai 1940 – vier Tage nachdem der Westfeldzug der deutschen Wehrmacht begonnen hatte – rief der Kriegs- und spätere Außenminister Anthony Eden über den Radiosender BBC Männer zwischen 17 und 65 Jahren, die „etwas für die Verteidigung ihres Landes tun möchten“, auf, Teil der Local Defence Volunteers zu werden. Diese offizielle Anerkennung der LDV durch die britische Regierung erzielte eine große Wirkung. Innerhalb von 24 Stunden meldete sich über eine viertel Million Freiwillige, obwohl die Regierung mit lediglich ca. 150.000 insgesamt gerechnet hatte. Ende Juli waren es schon 1,5 Millionen. Dies schuf unvorhergesehene Probleme, da die Verwaltung auf einen solchen Ansturm nicht vorbereitet war. Seit dem 23. Juli, als Churchill in einer BBC-Übertragung den Ausdruck prägte, hieß die LDV nur noch Home Guard.

### Organisatorische Engpässe und Improvisation

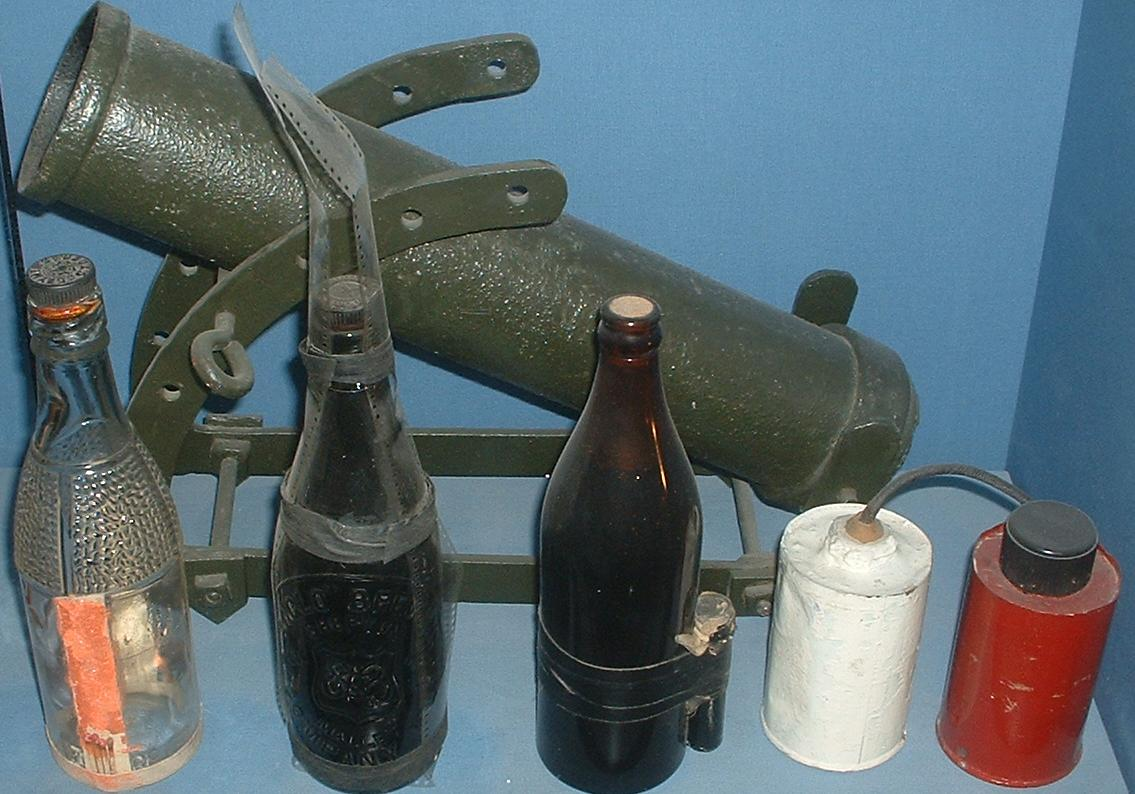
Improvisierte Waffen der Home Guard

Einschreibungen wurden aufgrund von fehlenden Anträgen einfach auf die Rückseiten von Briefumschlägen geschrieben und zunächst mussten Besenstiele anstelle von Gewehren bei Paraden präsentiert werden. Die Materialversorgung stellte sich aufgrund der unerwartet hohen Beitrittszahlen als besonders schwierig dar. Waffen, aber ebenso Uniformen, waren besonders rar, da die reguläre Armee Vorrang in der Versorgung hatte. Als Ersatz für fehlende Uniformen dienten in den meisten Fällen LDV-Armbinden, die einfach über der Alltagskleidung getragen wurden. 

### Bewaffnung
Was die Waffen betraf, so wurden improvisierte Eigenkonstruktionen eingesetzt oder man benutzte Gewehre, wie beispielsweise das Pattern 1914 Rifle im in England üblichen Kaliber 7,7 × 56 mm R aus alten Beständen und das M1917 im US-Kaliber .30-06 Springfield, die eigens zu diesem Zweck aus den Vereinigten Staaten importiert wurden. Die Patronen der äußerlich gleich aussehenden Gewehre unterschieden sich jedoch. Um Unfälle zu vermeiden, wurden die US-amerikanischen Waffen mit einem roten Band versehen. Darüber hinaus musste die Home Guard mit Waffen vorliebnehmen, die die Truppen der Army nicht mehr in Gebrauch hatten, zum Beispiel den Northover-Werfer oder sie benutzte eigens für sie kostengünstig hergestellte Waffen, wie die Smith Gun, von der jedoch kein Exemplar jemals im Gefecht in Gebrauch war. Aus den Vereinigten Staaten wurden sogar 163 Colt Single Action Army Revolver Modell 1873 in den Kalibern .38 Special, .357 Magnum und .45 LC geliefert, die jedoch nie verteilt worden sind. Nachfolgend eine Übersicht von bekannter Bewaffnung:
- diverse Handfeuerwaffen
privater Herkunft
- Blacker Bombard
- Gewehrgranate Modell No. 68 AT
- M1917 U. S. Enfield Caliber
- Molotowcocktail
- Northover Projector
- Pattern 1914 Rifle
- Smith Gun
- Sticky Bomb
- Z Battery (Raketenwerfer)

Teilweise wurde die Homeguard auch an Flak-Geschützen und anderen Geräten ausgebildet. Diese waren jedoch nicht im Bestand der Home-Guard.

### Home-Guard-Einheiten
Da die Infrastruktur bei einem Angriff durch deutsche Fallschirmjäger nicht zusammenbrechen sollte, bildeten die einzelnen Eisenbahnlinien, wie beispielsweise die London, Midland and Scottish Railway oder die Southern Railway, ihre firmeneigenen Home-Guard-Einheiten. Patrouillen wurden eingesetzt, um das komplette Schienennetz zu überwachen. Neben diesen wurden auch schon kurze Zeit nach Gründung der Home Guard die Flüsse unter die Überwachung von LDV-Einheiten gestellt. So wurden die Upper Thames Patrol im oberen Lauf der Themse und die Trent River Patrol am Trent eingesetzt. Letztere erlitt Verluste, als während einer Übung versehentlich zwei Männer erschossen wurden und weitere bei der Ausübung ihrer Pflichten ertranken. Frauen waren offiziell erst 1943 zur Home Guard zugelassen und auch nur als Hilfskräfte, die keinen direkten Dienst an der Waffe ausübten. Dennoch gab es inoffiziell schon seit dem frühesten Bestehen der Home Guard weibliche Unterstützung. Auf der Wirral-Halbinsel in Cheshire beispielsweise mussten aufgrund fehlender männlicher Einheiten Frauen die ortseigene Flugabwehrkanone besetzen.
Weitere unkonventionelle Einheiten waren zu Pferd, auf Fahrrädern oder gar auf Rollschuhen unterwegs. Letztere wurden eigens vom britischen Rollschuhfahrer Harry Lee trainiert.

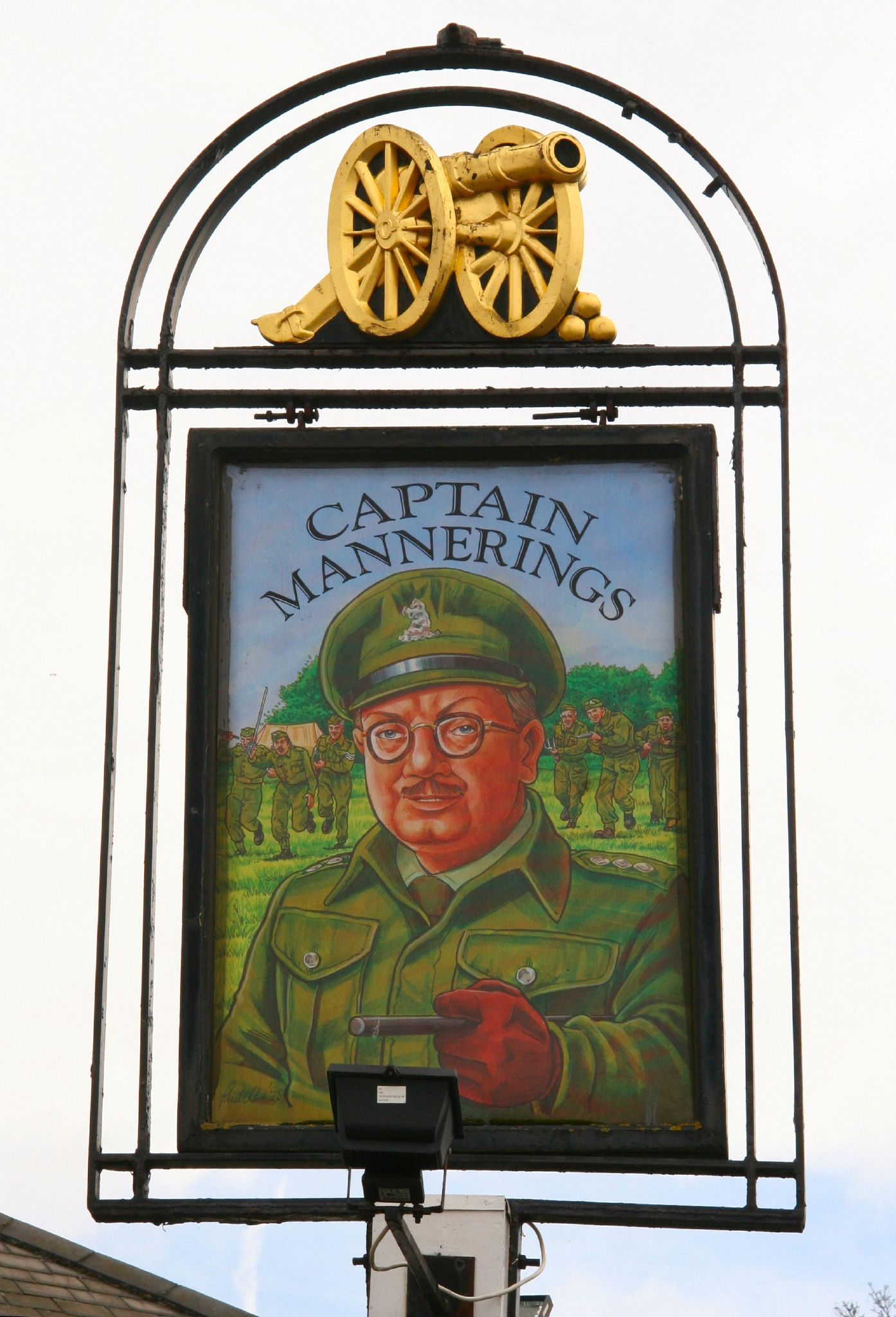
Schild eines Pubs, das in Anlehnung an die Sitcom Dad’s Army Captain Mannering heißt

Das Verfahren im Falle eines Angriffs war wieder von Improvisation geprägt. Stand ein Luftangriff durch die Deutschen bevor, so sollten die Home-Guard-Einheiten die Kirchenglocken läuten. Dies führte zu organisatorischen Schwierigkeiten, da der Zugang zu den Kirchenglocken reglementiert werden musste. Die LDV-Einheiten, die die Küsten und Strände überwachten, waren zum Teil ungelernt an der Waffe und mussten mit veraltetem Material (Waffen aus dem Ersten Weltkrieg und früher) vorliebnehmen. Es wird deutlich, dass diese Einheiten nicht dazu da waren, einen möglichen Angriff der Nationalsozialisten niederzuschlagen. Vielmehr sollten einfallende Truppen auf ihrem Vormarsch verlangsamt werden, damit die reguläre Armee mehr Zeit hatte, strategische Positionen zu besetzen.

### Die Auflösung und danach
Als die Bedrohung im weiteren Verlauf des Krieges geschwunden war, wurde die Home Guard mit einer Parade in London am 3. Dezember 1944 eingestellt und Ende 1945 die letzten Verbände offiziell aufgelöst. Lediglich zwischen 1951 und 1957 wurden einige Einheiten reaktiviert, um bei Bedarf gegen die Bedrohung durch den Kalten Krieg eingesetzt zu werden.
Im Zeitraum zwischen 1968 und 1977 produzierten David Croft und Jimmy Perry 81 Folgen der britischen Sitcom Dad’s Army, in der sie die Erinnerungen an die zum Teil komischen Elemente dieser Einheiten verarbeiteten. Perry selbst war als Jugendlicher Mitglied in einer Home-Guard-Einheit gewesen. In der Serie, die zu Spitzenzeiten bis zu 18,5 Millionen Zuschauer hatte, spielten bekannte britische Schauspieler wie John Laurie oder Clive Dunn mit.